# Агайдар
Агайда́р (каз. Ақайдар) — село у складі Амангельдинського району Костанайської області Казахстану. Входить до складу Карасуського сільського округу.
Населення — 49 осіб (2021; 110 у 2009, 124 у 1999, 171 у 1989).